# Арлингтън (град, Орегон)
Вижте пояснителната страница за други значения на Арлингтън.
Арлингтън (на английски: Arlington) е град в окръг Гилиям, щата Орегон, САЩ. Арлингтън е с население от 524 жители (2000) и обща площ от 5,4 km². Намира се на 86,87 m надморска височина. ЗИП кодът му е 97812, 97861, а телефонният му код е 541.